# Harald Kjerrulf
Harald Kjerrulf, född 16 mars 1880 i Härnösand, död 30 juli 1955 i Stockholm, var en svensk läkare.
Harald Kjerrulf var son till handlaren Peter Harald Andersson, och tog sig senare namnet Kjerrulf efter sin mormors flicknamn. Han avlade mogenhetsexamen i Sundsvall 1898, studerade ett par år vid Tekniska högskolan och därefter vid Karolinska Institutet där han blev medicine kandidat 1903, medicine licentiat 1907 och medicine doktor 1920. Han hade förordnanden bland annat vid Serafimerlasarettets medicinska klinik 1907–1908, vid Allmänna barnhuset 1908–1914 och vid rätts- och statsmedicinska institutionen vid Karolinska Institutet 1912–1914 samt var medicinalrådsassistent 1914–1916, tillförordnad professor i rätts- och statsmedicin vid Karolinska Institutet under olika perioder 1916–1920 och skolläkare vid Adolf Fredriks folkskola i Stockholm 1923–1936. Från 1910 var Kjerrulf praktiserande läkare i Stockholm och innehade flera förtroendeposter inom läkaryrket och redigerade Svensk läkartidning 1924–1925. Han företog flera studieresor utomlands och utgav ett hundratal arbeten inom pediatrik, skolhygien, medicin och socialmedicin, bland annat den stora utredningen om hur kristiden 1914–1919 inverkande på skolungdomens kroppsliga utveckling (1920, doktorsavhandling), Vittnesplikten och läkarnas tystlåtenhetsplikt (Hygiea, 1921) samt den populära boken Om älta och ältsmorning (1922). Kjerrulf gjorde sig även känd som seglare och motorbåtsförare och skrev arbeten om sjösport och fartygskonstruktion.